# أوليغ تشن
أوليغ تشن (بالروسية: Чен, Олег Борисович)‏ هو رباع روسي، ولد في 22 نوفمبر 1988 في ألماتي في كازاخستان.